# Macclesfield, Victoria
Macclesfield är en del av en befolkad plats i Australien. Den ligger i kommunen Yarra Ranges och delstaten Victoria, omkring 46 kilometer öster om delstatshuvudstaden Melbourne. Antalet invånare är 1 041.
Runt Macclesfield är det ganska glesbefolkat, med 34 invånare per kvadratkilometer.. Närmaste större samhälle är Ferntree Gully, omkring 16 kilometer väster om Macclesfield.
I omgivningarna runt Macclesfield växer i huvudsak städsegrön lövskog. Genomsnittlig årsnederbörd är 1 391 millimeter. Den regnigaste månaden är juni, med i genomsnitt 161 mm nederbörd, och den torraste är januari, med 57 mm nederbörd.